# Страната на усмивките
Страната на усмивките (на немски: Das Land des Lächelns) е оперета в три действия, създадена от австро-унгарския композитор Франц Лехар. За първи път е поставена в театър Метропол в Берлин на 10 октомври 1929 година. Автори на либретото са Лудвиг Херцер и Фриц Ленер-Беде. Оперетата има грандиозен успех сред публиката в много страни, а известната ария на Су-Хонг, „Дадох ви сърцето си“ (на немски: Dein ist mein ganzes Herz) продължава да е включена в репертоара на най-големите оперни и оперетни тенори в света.

## История
През февруари 1923 г. Лехар завършва новата си оперета „Жълтото яке“, чието либрето е написано от Виктор Леон. Публиката не реагира добре на оперетата. През 1929 г. либретистите Лудвиг Херцер и Фриц Льонер-Беда представят значително преработена версия, а Лехар също преработва резултата и включва няколко нови номера. Първото представление е изнесено в Берлин под името „Страната на усмивките“, вдъхновено от испанската продукция на „Жълто яке“ (El pais de la sonrisa). Главната роля на принц Су-Хонг изпълнява Ричард Таубер. Този път успехът е огромен и той трябва да повтори арията „Аз ти дадох сърцето си“ на бис 4 пъти. Във Виена оперетата се представя през следващата година (1930) и също е с голям успех.

## Сюжет

### Първо действие
Виена, 1912 година. Лиза, дъщеря на граф Лихтенфелз, е обичана от младия граф Густав, но на бал тя се влюбва в китайския принц Су-Хонг и той ѝ отвръща. Когато принцът ѝ се обажда у дома ѝ, тя решава да го придружи.

### Второ действие
Китай. Чичото на принца – Чанг – настоява Су-Хонг да се раздели с Лиза и да вземе четири манджурски съпруги. Появява се верният Густав, в когото се влюбва по-малката сестра на Су-Хонг. Густав също не е безразличен към нея, но преди всичко иска да помогне на Лиза.

### Трето действие
Оперетата има необичайно тъжен край, като и двете влюбени двойки са принудени да се разделят.

## Музикални номера
1. Увертюра
2. Сцена на бала
3. Дует на Лиза и Густав (Freunderl, mach dir nix draus)
4. Встъпителна ария на Су-Хонг (Immer nur laecheln)
5. Дует на Лиза и Су-Хонг (Bei einem Tee a deux
6. Първа ария на Су-Хонг (Von Apfelblueten einen Kranz)
7. Танц на Ми
8. Финал на първо действие
9. Интродукция
10. Дует на Лиза и Су-Хонг (Dich sehe ich)
11. Балет
12. Дует на Лиза и Густав
13. Втора ария на Су-Хонг (Dein ist mein ganzes Herz)
14. Китайска сватба
15. Ария на Лиза ((Alles Vorbei))
16. Финал на второ действие
17. Дует на Густав и Ми (ЗZig, zig)
18. Ария на Ми (Wie rasch verwelkte doch)
19. Финал на трето действие

## Филмови версии
Оперетата многократно е филмирана:
- The Land of Smiles (филм от 1930 г.) (1930), режисьор Макс Райхман, с участието на Ричард Таубер и Мария Лосева.
- The Land of Smiles (1952 г.) (1952), режисирана от Ханс Деп и Ерик Ода, с участието на Марта Егерт и Ян Кепура.
- 1961, с участието на Герхард Ридман, озвучен от Фриц Уундърлих.
- 1962, Telefilm, Австралия. [2]
- 1974 г., телевизионен филм, с участието на Рене Колло, Дагмар Коллер, Хайнц Зедник, режисьор Артур Мария Рабеналт.